# Mollerussa
nhỏ|250px|phải|Plaza del Ayuntamiento.
Mollerussa là một đô thị trong tỉnh Lleida, cộng đồng tự trị Catalunya Tây Ban Nha. Đô thị Mollerussa có diện tích là 7,05 ki-lô-mét vuông, dân số năm 2009 là 14.733 người với mật độ 2089,79 người/km². Đô thị Mollerussa có cự ly 23,5 km so với tỉnh lỵ Lleida.